# 索特拉島

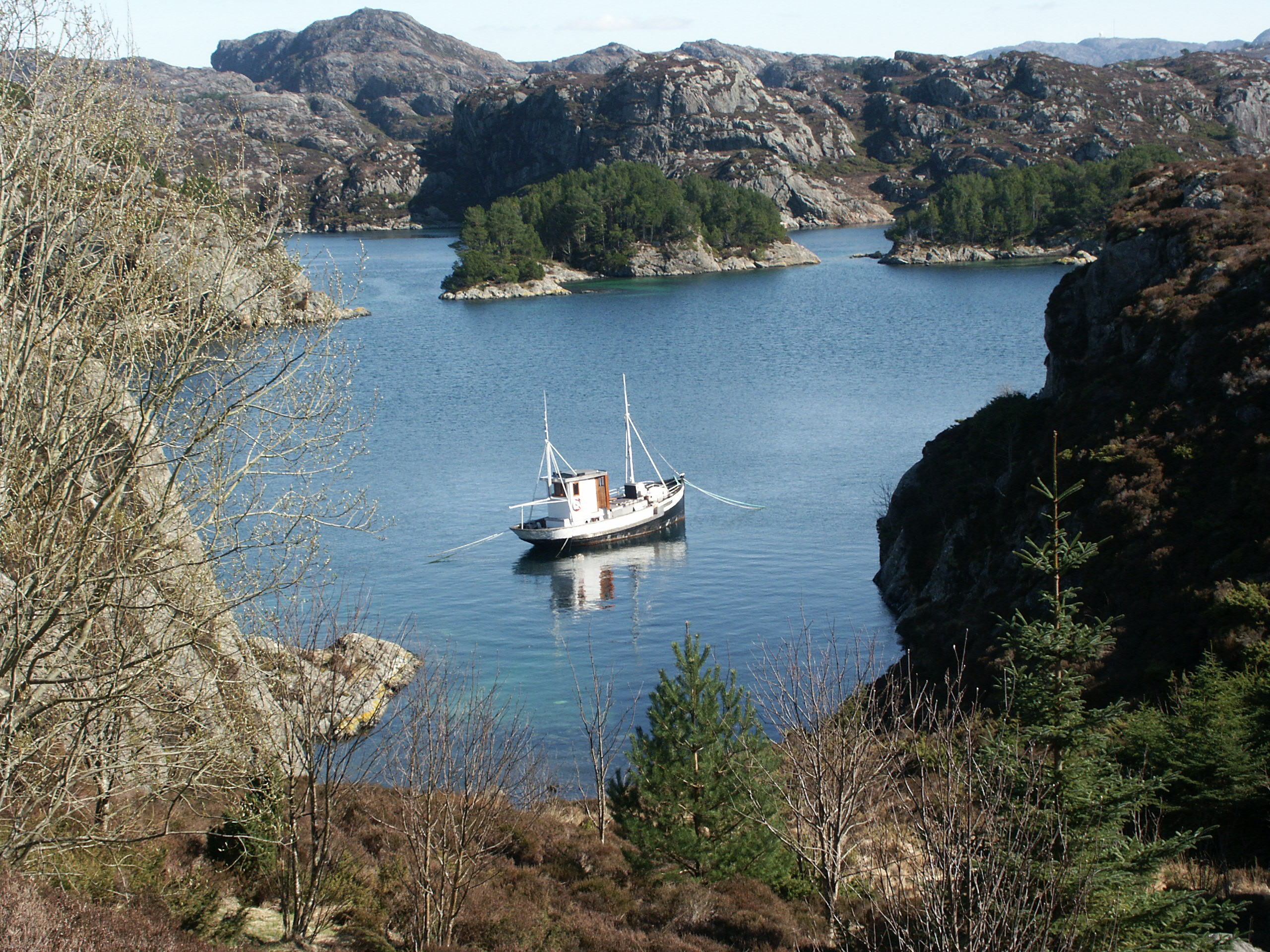

索特拉島（Sotra）是挪威的島嶼，位於該國西南部卑爾根以西的大西洋海域，由霍達蘭郡負責管轄，面積246平方公里，最高點海拔高度341米，人口26,211。
60°18′N 05°05′E / 60.300°N 5.083°E